# A Livetime in Eden
A Livetime in Eden je živé album od rakouské kapely Edenbridge.

## Seznam skladeb
1. „Intro“ - 01:30
2. „The Undiscovered Land“ - 05:16
3. „Skyward“ - 04:51
4. „Holy Fire“ - 05:03
5. „Fly on a Rainbow Dream“ - 04:56
6. „Forever Shine On“ - 05:21
7. „Starlight Reverie“ - 04:27
8. „Perennial Dreams“ - 05:12
9. „The Final Curtain“ - 04:48
10. „Suspiria“ - 05:48
11. „Arcana“ - 10:42
12. „My Last Step Beyond“ - 08:09
13. „Cheyenne Spirit“ - 06:44